# Paionien
Paionien (gr: Παιονία, lat: Paeonia) var i antikken paionernes land og kongerige.
I Iliaden (2., 10., 11. og 16. sang) er paionierne beskrevet som Trojas allierede.
Under Perserkrigene blev de besejrede paioniere taget til fange og deporteret til Asien.
Paionernes kong Agis døde 358 f.Kr. og det udnyttede Filip 2. ved 355-354 f.Kr. at erobre den sydlige del af Paionien, som herefter blev kaldt ”Makedonsk Paionien”. Dette område omfattede byerne Astraion (nu Strumica), Stenae (nu Prosek) (nær nutidens Demir Kapija), Antigonea (nær nutidens Negotino) med flere.
Paioniens grænser er ikke kendte, men man ved, at det lå umiddelbart nord for Kongeriget Makedonien (som i store træk svarer til nutidens græske region Makedonien
og sydøst for Dardanien (svarende omtrent til dagens Kosovo).
Mod øst lå Thrakien og mod vest Illyrien. Paionien bestod af hele Vardardalen og det omliggende område,
hvilket i nutiden svarer til det meste af dagens Republikken Makedonien, en smal stribe langs den nordlige del af den græske region Makedonien samt en lille del af det sydvestlige Bulgarien.

## Paioniske stammer
De Paioniske stammer var:
- Agrianere[5] (også kaldt Agriani og Agrii), andre mener at stammen var thrakisk.
- Almopianere[6] (eller Almopioi)
- Laeaeanere[5] (også kaldt Laeaei og Laiai)
- Derronere[7] (også kaldt Derroni), andre mener at stammen var thrakisk.
- Odomantere[8] (også kaldt Odomanti), andre mener at stammen var thrakisk.[9]
- Paeoplaere[10]
- Doberere[11]
- Siropaionere[10]

## Oprindelse
Der har været spekulationer om hvorvidt paionerne kan have været thrakere, eller om de var af blandet thrakisk-illyrisk oprindelse. Paionerne blev senere helleniserede, idet en del af paionernes kendte personnavne er åbenlyst græske; Lycceios, Ariston, Audoleon. Lingvister har udpeget de paioniske sprog som et sprog beslægtet med thrakisk og illyrisk eller muligvis et blandingssprog mellem disse to. Flere østlige paioniske stammer, blandt andet agrianerne, blev anset for at være under indflydelse af thrakerne. Men i henhold til den nationale legende, var de teukritiske kolonister fra Troja. Homer fortæller om paionerne i Iliaden, at de kom fra Axios for at slås sammen med trojanerne, men Iliaden nævner ikke om de var i slægt med trojanerne. Homer nævner, at en af de paioniske høvdinge hed Pyraechmes (uden henvisning til slægt), men senere i Iliaden nævner Homer en anden paionisk høvding, Asteropaeus, som søn af Pelagon.
År (522 f.Kr.) før den persiske storkonge Dareios 1. regeringstid strakte Paionien sig langt mod øst, til Perinthos i Thrakien ved Marmarahavet. På denne tid var området en vasalstat til den persiske konge. Da Xerxes I krydsede Khalkidiki på sin vej mod Therma (senere omdøbt til Thessaloniki) siges det, at han marcherede gennem hele Paionien. De besatte hele dalen langs floden Axios (som nu hedder Vardar), så langt ind i landet som til Stobi. Efter persernes nederlag til Alexander den store fik Paionien sin selvstændighed tilbage. Som konsekvens af at Kongeriget Makedoniens magt voksede, kom der øget modstand fra de thrakiske stammer mod nord. Paionernes område blev derfor betydelig mindsket, og i historisk tid var det begrænset til området nord for 'Kongeriget Makedonien' fra Illyrien til floden Struma.

## Etymologi
I græsk mytologi blev det sagt at paionerne havde fået deres navn fra Paion, sønnen til Endymion.

## Kongedømmet Paionien
Undertvingelsen af paionerne skete som en del af perserkrigene ledet af Dareios 1. (521-486 f.Kr.). Efter lange forberedelser invaderede en stor Achæmenidisk (persisk) hærskare Balkan år 513 f.Kr. og forsøgte at nedkæmpe de europæiske skytere, som herskede nord for floden Donau. Darius' hær erobrede Thrakien og alle øvrige regioner ved Sortehavet,
svarende til nutidens Bulgarien, Rumænien, Ukraine, og Rusland, inden hæren drog tilbage til Lilleasien.
Darius efterlod en af sine hærførere Megabazus, som fik til opgave at færdiggøre opgaven med at indtage resten af Balkan.
De persiske tropper underkuede det guldrige Thrakien, de græske kystbyer og de besejrede og erobrede de magtfulde paionere.
Et stykke tid efter Perserkrigene sluttede de forskellige høvdingedømmer sig sammen til et kongedømme omkring de centrale og øvre flodløb af floderne Axios (Vardar) og Struma, svarende til nutidens nordlige del af republikken Makedonien og det sydvestlige Bulgarien.
I ældre tider lå hovedsædet for de paioniske konger i Bylazora ved floden Axios. Senere flyttede kongerne deres hovedsæde til Stobi
 i nærheden af nutidens Gradsko. Begge byer lå ved floden Vardar, som dengang hed Axios.
De slog sig sammen med illyrerne for at angribe kongeriget Makedonien.
Illyrerne, som havde en tradition for at røve karavaner, ville gerne sikre frie handelsruter. Derfor angreb de det nordlige Makedonien i et forsøg på at lægge det under sig, men det lykkedes dem ikke.
I årene 360-359 f.Kr. deltog nogle sydlige paioniske stammer som støtte for en illyrisk invasion af Makedonien.
Den makedonske kongefamilie blev kastet ud i usikkerhed da Perdikkas 3. 359 f.Kr. døde i kamp mod illyrerne med 4.000 af sine mænd, men hans bror, Filip 2., overtog tronen.
Han reformerede hæren og indførte den makedonske falanks og stoppede både den illyriske invasion og de paioniske angreb.
År 358 f.Kr. fortsatte Filip 2. sin krig mod paionierne med et hærtogt dybt ind i det nordlige Paionien.

Dette angreb svækkede det paioniske kongedømme, som blev regeret af kong Agis, til et delvis selvstyret, men underkastet rige og som førte til en gradvis og formel hellenisering af paionerne.
Det forenede også de enklaver af folk og stammer, som ikke tidligere havde tilhørt Paionien.
Paioniske tropper var senere en del af Aleksander den Stores hær.

### Konger
- Agis ?–359 f.Kr. grundlagde kongeriget Paionien; stræbte efter tronen i Kongeriget Makedonien.[29]
- Lycceius 356–340 f.Kr.[30]. Han deltog deltog 356 f.Kr i en koalition med Grabos og Thrakien mod kongeriget Makedonien.
- Patraeus 340–315 f.Kr.[31] Han var 331 f.Kr. general i Alexander den stores hær.
- Audoleon søn af Patraus 315–285 f.Kr.[32] I et slag med den illyriske stamme Autariatae kom han ud i en håbløs situation, men Kassander reddede ham.
- Ariston 286–285 f.Kr. søn af Audoleon. Han var en loyal vasal og kommandør af en enkelt paionisk eskadrille.[33]
- Leon 278–250 f.Kr. Han styrkede landets magt og genvandt tabte områder efter invasionen af kelterne år 280/279 f.Kr.[34]
- Dropion søn af Leon 250–230 f.Kr. Han var den sidste kendte paioniske konge 230 f.Kr., da riget var på vej mod sin undergang.[34]
- Bastareus ?–?  f.Kr.

### Andre nævneværdige personer
- Pigres: en ud af to tyranniske brødre, som i 511 f.Kr. overtalte Darius I til at deportere de tilfangetagne paionere til Asien.[35]
- Mantyes: den anden af de to brødre.[35]
- Dokimos af Derrones: regerede i det 5. århundrede f.Kr..[36]
- Euergetes af Derrones: regerede 480–465 f.Kr. Han er kun kendt fra mønter.[37]
- Teutaos: regerede fra ca. 450–435 f.Kr. Han er kun kendt fra mønter.[38]
- Bastareus: regerede fra ca. 400–380/78 f.Kr. Han er kun kendt fra mønter.[39]
- Teutamado: regerede fra 378 til 359 f.Kr. Han er kun kendt fra mønter.[40]
- Symnon: betydningsfuld støtte for Filip 2. fra 348 til 336 f.Kr.
- Nicharchos: regerede fra 335 til 323 f.Kr.; søn af Symon.
- Langarus: agrianernes konge; invaderede den illyriske stamme Autariatae år 335 f.Kr. i koalition med Aleksander den Store.[41]
- Dyplaios: af agrianerne; regerede omkring år 330 f.Kr.[42]
- Didas: allieret med Filip 5. af Makedonien med 4.000 krigere fra 215 til 197 f.Kr.[43]

### Persiske herskere
- Dareios 1.: Annekterede Paionien år 511/2 f.Kr.[18][20]
- Xerxes: Inddrog paioniere i hans persiske hær år 481 f.Kr., da han under Perserkrigene invaderede de græske bystater.[10]

### Thrakiske herskere
- Sitalces af Thrakien: inddrog agrianere og laeaeanere i hans krig år 429 f.Kr. mod Paionien.[44]

## Kultur
Paionerne bestod af et antal uafhængige stammer som til sidst blev forenet under en og samme konge. Deres skikke og kultur er for det meste ukendt. De tilbad guden Dionysos, som blandt dem var kendt under navnene Dyalos eller Dryalos, og historikeren Herodot nævner, at thrakiske og paioniske kvinder gav offergaver til gudinden Artemis (antagelig Bendis). De tilbad solen i form af en lille rund skive, som blev placeret for enden af en stolpe.
De drak øl som var brygget på korn og rester fra planter og urter. Landet var rigt på guld og en bituminøs form for træ eller sten, som brød ud i flammer ved kontakt med vand, og som blev kaldt tanrivok eller tsarivos. De paioniske konger begyndte at udstede mønter på Filip 2.s tid og på mønterne blev kongenavnene skrevet på græsk.
Forfatteren Athenaios antyder, at det Paioniske sprog var i slægtskab med sproget i Mysien, der lå syd for Marmarahavet. Men de få levn, som er tilbage af det paioniske sprog, er ikke tilstrækkeligt til af bedømme det.
Alle navnene på de konger, som vi kender i dag, er også skrevet på græsk: Agis, Ariston, Audoleon, Lycceios, osv., og det gør det vanskeligt at forklare den sproglige kobling til illyrere eller thrakere.
Kvinderne var kendte for deres flid. Herodotos fortæller (v. 12) at Dareios I ved Sardis havde set en smuk paionisk kvinde, som bar en krukke på sit hoved samtidig med at hun spandt hør og ledte en hest til drikkevandet.
Da han spurgte hvem hun var, og fik at vide at hun var paionier, så sendte Dareios instruktioner til Megabazos, kommandanten i Thrakien, om straks at deportere to paioniske stammer til Persien.
Ved Olympia blev der år 1877 fundet en statue, hvor der på soklen var en indskrift, hvoraf det fremgik, at statuen var rejst af paionerne til ære for deres konge og grundlægger Dropion.
På fragmentet af en anden indskrift fundet i Athen, omtales en anden paionisk konge Lypperios i forbindelse med en aftale om en alliance. Han er uden tvivl den samme mand med navnet Lycceios eller Lycpeius, som man har fundet på paioniske mønter.

## Nedgang
År 280 f.Kr. invaderede keltere under ledelse af Brennus og plyndrede i Paionien. Samtidig blev paionerne hårdt presset af angreb fra dardanerne.
Paionierne havde derfor intet andet valg end gå sammen med makedonierne. Trods deres samlede anstrengelser blev begge hære besejret.
Paionien blev igen konsolideret, men år 217 f.Kr. lykkedes det for den makedonske kong Filip 5. af Makedonien (239 f.Kr.-179 f.Kr.), søn af kong Demetrius 2., at annektere regionerne Paionien og Dardanien som selvstændige provinser.
Omkring 70 år senere, år 168 f.Kr., erobrede romerske legioner Makedonien. Paionien ved Axios udgjorde nu andet og tredje distrikt i den romerske provins Macedonia.
Kejser Konstantin den Store sammenlagde år 317 Paionien og Pelagonien til en ny romerske provins med navnet Macedonia Secunda eller Macedonia Salutaris, som var en del af Praetorian præfektur Illyricum.
I midten af det 4. århundrede havde paionerne imidlertid tabt deres oprindelige identitet og begrebet Paionien var nu kun et geografisk stednavn.